# Epilobocera sinuatifrons
Epilobocera sinuatifrons is een krabbensoort uit de familie van de Pseudothelphusidae. De wetenschappelijke naam van de soort werd in 1866 voor het eerst geldig gepubliceerd door Alphonse Milne-Edwards.